# ژان-ماری شارپونتیه

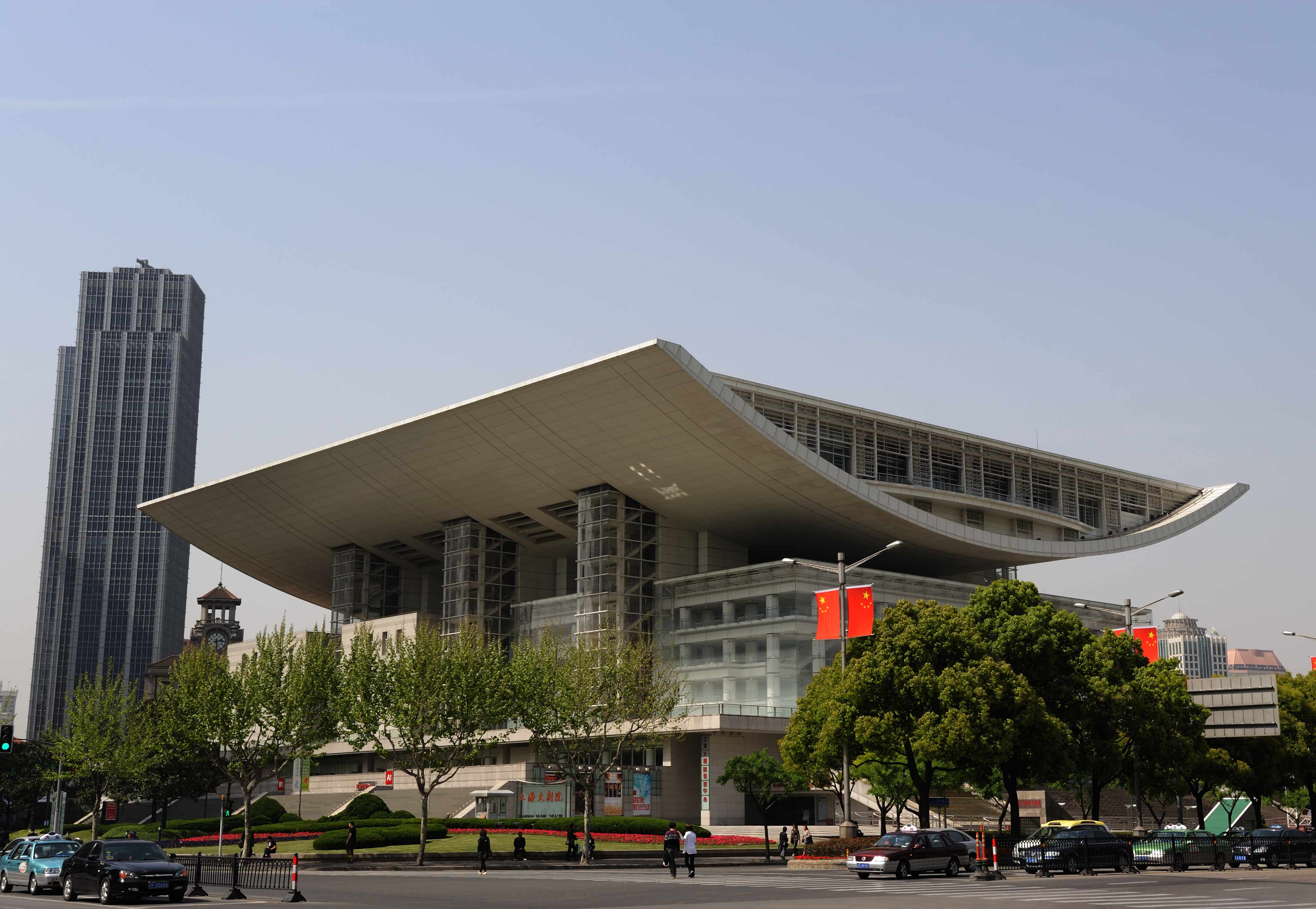
اثری از شارپونتیه در کشور ژاپن

 ژان-ماری شارپونتیه (انگلیسی: Jean-Marie Charpentier؛ ۲۷ آوریل ۱۹۳۹ – ۲۴ دسامبر ۲۰۱۰) یک معمار اهل فرانسه بود.